# Spansk-amerikanska kriget
Spansk-amerikanska kriget var ett krig år 1898 mellan Spanska imperiet och USA efter att den senare bestämt sig för att intervenera i det kubanska självständighetskriget. Den amerikanska invasionen av Spanska Filippinerna ledde till USA:s inblandning i filippinska revolutionen som utmynnade i filippinsk-amerikanska kriget.
Efter åratal av spanskfientlig propaganda i USA från exempelvis journalisten Joseph Pulitzer, som ideligen kritiserade det spanska styret på Kuba, pressades president William McKinley slutligen att gå i krig. Spanien erbjöd sig att kompromissa men USA svarade med ett ultimatum där de krävde att spanjorerna helt enkelt överlämnade ön. Från Madrid kom då en krigsförklaring vilken besvarades kort därefter i Washington.
Kriget utvidgades snabbt och krigsskådeplatser fanns både på Filippinerna och i Karibien. I freden i Paris 1898 erhöll USA kolonialstyre över Filippinerna, Puerto Rico och Guam medan Kuba förvandlades till en nominellt självständig stat, i praktiken dock en amerikansk lydstat under ockupation.

## Bakgrund
Bakgrunden låg delvis i ekonomiska och maktpolitiska strävandena i USA under slutet av 1800-talet, företrädda främst av Henry Cabot Lodge den äldre och Theodore Roosevelt. Sedan 1895 pågick ett uppror på Kuba för att utropa öns självständighet. Upprorets ledare arbetade från USA och hade starkt stöd i amerikansk press.
När upproret på Kuba bröt ut yrkade Republikanerna i USA genast på ett ingripande i striden, och kongressen uppmanade uttryckligen president Grover Cleveland att skicka styrkor. Men Cleveland inskränkte sig i början till att iaktta full neutralitet och nöjde sig med att på diplomatisk väg uppmana spanjorerna att visa tillmötesgående och bevilja kubanerna en självständig författning.
Clevelands förmaningar väckte stor ilska i Spanien och stora demonstrationer anordnades mot amerikanernas inblandning. I december 1896 lät Cleveland meddela kongressen att Spaniens fortsatta halsstarrighet kunde föra med sig en situation där USA tvingades till ett ingripande. Följden av detta blev nya fientliga demonstrationer mot USA i Madrid och andra spanska städer.
Två omständigheter försämrade läget för spanjorerna. Under 1896 startade ett uppror även på Filippinerna, och på våren 1897 flyttade republikanen William McKinley in i Vita huset i Washington. I Spanien avskedade regentinnan nu den konservativa ministären och ställde Sagasta i spetsen för ett liberalt kabinett. Medgivanden gjordes både till Kuba, som utlovades en författning, och till Filippinerna. McKinley meddelade att han skulle avvakta utförandet av de givna löftena; i händelse att de inte uppfylldes hotade han åter med ett ingripande från USA:s sida. Det visade sig dock vara svårt för Spanien att uppfylla de givna löftena då rebellerna avvisade varje annan lösning än full självständighet.
Den direkta krigsorsaken blev när det amerikanska pansarskeppet USS Maines förolyckades i Havannas hamn den 15 februari 1898, genom en explosion. Av amerikanerna tillskrevs explosionen en spansk mina. I själva verket rörde det sig dock troligen om en olyckshändelse och en av fartygets ångpannor som sprang i luften. USA:s president utfärdade en officiell krigsförklaring den 25 april 1898.

## Kriget

### Västindiska krigsskådeplatsen
De första krigshändelserna försiggick på den västindiska krigsskådeplatsen. USA:s sjöstridskrafter var vid krigets utbrott redan mobiliserade. En eskader (eller flotta), "North Atlantic squadron", bestående av två slagskepp, fyra pansarkryssare, tre större monitorer samt ett stort antal kanonbåtar och andra mindre fartyg, under befäl av amiral William T. Sampson, vars flaggskepp var pansarkryssaren "New York", låg i örlogshamnen Key West utanför Floridas kust. En annan eskader, "Flying squadron", som bestod av tre slagskepp och två pansarkryssare, låg vid Hampton Roads i Virginia med uppgift att trygga östkusten. Dess chef var commodore Winfield Scott Schley. Vidare fanns två mindre eskadrar i de amerikanska farvattnen, varav en på västkusten, och en större eskader i Kina (se nedan).
Av de spanska sjöstridskrafterna befann sig vid krigsutbrottet ett 60-tal örlogsfartyg - nästan uteslutande kanonbåtar, kanonslupar och så vidare utan egentligt stridsvärde och inte heller sammanförda till eskadrar - i Västindien. Först den 19 maj ankom amiral Pascual Cervera y Topetes eskader, bestående av 4 pansarkryssare och några jagare, från Kap Verde-öarna. Den lyckades obemärkt av Sampson, som med sin eskader gått ut för att uppfånga Cervera, nämnda dag nå den befästa hamnen Santiago de Cuba på öns sydkust. Sampson, som förgäves sökt spanska eskadern vid San Juan (som han bombarderade) på Puerto Ricos kust, lät från 29 maj blockera Santiagos hamn först med Schleys och efter 1 juni även med sin egen eskader (tillsammans 11 större fartyg). Ett försök att spärra det smala hamninloppet genom sänkning av en handelsångare misslyckades. Inte heller lyckades den amerikanska flottan att trots upprepad beskjutning tysta de till hamnens försvar mot sjösidan anlagda gammalmodiga och svagt bestyckade verken och batterierna Castillo del Morro, la Socapa, Estrella m.fl. Som hjälpbas för flottan besatte Sampson i början av juni den kubanska hamnen Guantánamo, 38 sjömil från Santiago.
Emellertid hade en till amerikanska flottans understöd i Tampa i Florida sammandragen landstigningskår på omkring 15 000 man under general William Rufus Shafter, eskorterad av 15 örlogsfartyg, utan hinder av något slag nått Kuba och 22-25 juni landstigit vid Daiquiri (22 km öster om Santiago). De spanska trupperna på Kuba, en så kallad ockupationsarmé, nominellt över 160 000 man under befäl av marskalk Ramón Blanco, var spridda över hela ön för att bekämpa insurgenternas av Garcia skickligt ledda gerillakrig. Vid Santiago fanns, under befäl av general Linares, endast omkr. 10 000 man, varav vid pass 3 000 utgjorde besättning i själva staden. Omkring 3 000 man hade besatt de till stadens försvar åt landsidan anlagda fältbefästningarna (skyttevärn, kanonbatterier och några blockhus); återstoden utgjorde dels besättning i befästningarna vid inloppet till hamnen, dels en rörlig reserv avsedd att trygga kusten mot landstigningsföretag. Av landfrontens besättning var 500 man, under general Vara del Rey, framskjutna som förpost till den lilla staden El Caney, 6,5 km nordöst om Santiago, och 200 man till gården San Juan, två km söder om Santiago vid vägen från Daiquiri. Styrkan vid El Caney anfölls den 1 juli av en amerikansk division om 6 500 man med ett batteri, under general Lawton, samt nödgades efter segt försvar, som kostade fienden 450 man, dra sig tillbaka mot Santiago. 
Samma dag anföll två amerikanska divisioner, tillsammans 8 500 man med tre batterier, under general Kents befäl, den till 300 man med två kanoner förstärkta förposten vid San Juan under general Rubin, och lyckades, dock med en förlust av 900 man, bemäktiga sig ställningen, varvid dåvarande överstelöjtnant Theodore Roosevelt (sedermera president) med sina "rough riders" särskilt utmärkte sig. Följande dag anföll general Shafter med hela sin häravdelning den spanska huvudställningen öster om Santiago, i vilken general Toral då förde befälet. Striden, som varade hela dagen, blev oavgjord, men den 3 juli antog den spanske överbefälhavaren ett erbjudet vapenstillestånd, helst som fullständig panik utbrutit i staden på grund av den amerikanska flottans bombardemang. Sedan Santiago den 10 och 11 juli ånyo bombarderats - denna gång från landsidan -, kapitulerade Toral, varvid staden överlämnades till Shafter och hären gjordes till krigsfångar. Emellertid hade amiral Cervera för att åtminstone söka rädda en del av flottan från att falla i fiendens våld den 3 juli brutit sig ut från Santiago och styrt västvart utefter kusten. De amerikanska fartygen, som gjorde bättre fart, hann dock snart upp de spanska och sköt dem i brand, så att de måste sättas på land. Efter fyra timmar var hela eskadern förintad. De överlevande av besättningarna, omkring 1 700 man, varibland Cervera, blev fångna.

### Östasiatiska krigsskådeplatsen
På den östasiatiska krigsskådeplatsen började operationerna med att amerikanska eskadern i de kinesiska farvattnen, fyra pansarkryssare, två opansrade kryssare och några mindre fartyg, under befäl av commodore Dewey, den 27 april avgick från sin tillfälliga operationsbas nära Hongkong till Luzon med ändamål att uppsöka och slå den spanska till Filippinernas skydd avsedda eskadern under amiral Montojo, två bepansrade och fem opansrade kryssare, alla av äldre typ och svagt bestyckade, samt en del kanonbåtar och andra fartyg. Den låg förankrad i Manilabukten utanför marinarsenalen vid Cavite (9 sjömil från Manila), då den amerikanska eskadern den 1 maj på morgonen inlöpte i bukten. Den strid, som nu utspann sig, avgjordes uteslutande genom artillerield och slutade med spanska eskaderns fullständiga förstörelse. Dewey inskränkte sig därefter till att blockera Manila och närliggande kust med Cavite som operationsbas.

## Eldupphör, vapenvila och fred
Den 13 augusti kapitulerade Manila. Redan föregående dag hade fredspreliminärerna undertecknats i Washington. Definitivt fredsavtal slöts i Paris den 10 december 1898, där Spanien avträdde Kuba, Puerto Rico och de övriga Spanska Antillerna, Guam och Filippinerna till USA.
På Filippinerna utbröt genast ett uppror bland frihetskämpar som nu hoppats på självständighet. Kuba blev formellt självständigt men i praktiken en amerikansk lydstat. De kubanska självständighetskämparna utmanövrerades. Ön hölls besatt av USA fram till 1902, då man erhöll en egen regering, men tvingades samtidigt skriva under Plattöverenskommelsen, som gav USA rätt att intervenera i Kubas styre. Plattöverenskommelsen kom att vara i kraft fram till 1934.

## Följder
Genom detta framgångsrika krig blev USA en världsmakt. Landet kunde i framtidens världspolitik inte längre förbigås när det blev fråga om Östasien eller Stilla havet. Spanien hade å sin sida svårt att hämta sig efter det svåra slag som drabbade det i kriget. Spaniens sjömakt var tillintetgjord, och med sina dåliga finanser hade landet ingen möjlighet att återställa den. De inre partistriderna förbittrades ytterligare genom att partierna beskyllde varandra för de svåra nederlagen. Sommaren 1899 beslutade Spanien att för en summa av 25 miljoner pesetas sälja sina återstående besittningar i Stilla havet, Karolinerna, Marianerna och Palauöarna, till Tyskland. Efter detta hade Spanien endast kvar Kanarie- och Guineaöarna samt på det afrikanska fastlandet de så kallade presidios och kustremsan väster om Sahara. Spaniens roll bland kolonialstormakterna var nu definitivt slut.